# Hillsta och Se
Hillsta och Se – miejscowość (tätort) w Szwecji, w regionie administracyjnym (län) Gävleborg, w gminie Sandviken.
Według danych Szwedzkiego Urzędu Statystycznego liczba ludności wyniosła: 277 (31 grudnia 2015), 269 (31 grudnia 2018) i 270 (31 grudnia 2019).